# Cronologia da pandemia de COVID-19 nos Países Baixos
Este artigo documenta a cronologia da pandemia de COVID-19 nos Países Baixos.

## Cronologia

### Fevereiro de 2020
- 27 de fevereiro: O primeiro caso do novo coronavírus nos Países Baixos é registrado pelas autoridades de saúde do país.[1]

### Março de 2020
- 6 de março: A primeira morte causada pelo novo coronavírus nos Países Baixos é registrada pelo Instituto Nacional da Saúde Pública e Meio Ambiente (RIVM).[2]
- 29 de março: O número de casos confirmados do novo coronavírus nos Países Baixos ultrapassa 10.000, registrado pelo Instituto Nacional da Saúde Pública e Meio Ambiente (RIVM).[3]

### Setembro de 2020
- 23 de setembro: O número de casos confirmados do novo coronavírus nos Países Baixos ultrapassa 100.000, registrado pelo Instituto Nacional da Saúde Pública e Meio Ambiente (RIVM).[4][5]

### Novembro de 2020
- 26 de novembro: O número de casos confirmados do novo coronavírus nos Países Baixos ultrapassa 500.000, registrado pelo Instituto Nacional da Saúde Pública e Meio Ambiente (RIVM).[6][7]

### Dezembro de 2020
- 12 de dezembro: O número de mortes causadas pelo novo coronavírus nos Países Baixos ultrapassa 10.000, registrado pelo Instituto Nacional da Saúde Pública e Meio Ambiente (RIVM).[8]
- 20 de dezembro: Os Países Baixos e outros países da União Europeia proíbem todas as viagens do Reino Unido devido à disseminação de nova variante do coronavírus.[9]
- 28 de dezembro: A variante britânica do coronavírus é encontrada em 11 pessoas nos Países Baixos.[10]

### Janeiro de 2021
- 6 de janeiro: Os Países Baixos iniciam a campanha de vacinação contra COVID-19 com equipes de enfermagem e profissionais de linha de frente em hospitais.[11]
- 8 de janeiro: A variante sul-africana do coronavírus é identificada nos Países Baixos pela primeira vez.[12]
- 24 de janeiro: A polícia dos Países Baixos entra em confronto com manifestantes após os protestos contra o toque de recolher para conter a disseminação de COVID-19 no país.[13]

### Março de 2021
- 14 de março: As autoridades de saúde dos Países Baixos suspendem o uso da vacina contra COVID-19 da AstraZeneca por duas semanas após os relatos de possíveis efeitos colaterais na Dinamarca e na Noruega.[14][15]
- 15 de março: Um dia depois da suspensão do uso da vacina, a agência de controle de drogas dos Países Baixos relata dez casos de coágulos sanguíneos potencialmente ligados à vacina contra COVID-19 da AstraZeneca.[16]